# مایکل رز (بازیکن فوتبال، زاده ۱۹۸۲)
مایکل رز (انگلیسی: Michael Rose؛ زادهٔ ۲۸ ژوئیهٔ ۱۹۸۲) بازیکن فوتبال اهل انگلستان است.

## باشگاهی
از باشگاه‌هایی که در آن بازی کرده‌است می‌توان به نوریچ سیتی، تیم سی فوتبال ملی انگلیس، منچستر یونایتد، چلتنهام تاون، کولچستر یونایتد، سوئیندون تاون، یئوویل تاون، اسکانتورپ یونایتد، هرفورد یونایتد، استوک‌پورت کانتی، و روچدیل اشاره کرد.

## تیم ملی
وی همچنین در تیم سی فوتبال ملی انگلیس بازی کرده‌است.